# دره‌زارات
دره‌زارات (به ترکی آذربایجانی: Dərə Zarat) یک منطقهٔ مسکونی در جمهوری آذربایجان است که در شهرستان سیاه‌زن واقع شده‌است.